# تونی نجیک
تونی نجیک (انگلیسی: Tony Njiké؛ زادهٔ ۲۹ ژانویهٔ ۱۹۹۸) بازیکن فوتبال است.